# Districte de Chomutov
El districte de Chomutov - (txec) Okres Chomutov - és un districte de la regió d'Ústí nad Labem, a la República Txeca. La capital n'és Chomutov.

## Llista de municipis
Bílence -
Blatno -
Boleboř -
Březno -
Černovice -
Domašín -
Droužkovice -
Hora Svatého Šebestiána -
Hrušovany -
Chbany -
Chomutov -
Jirkov -
Kadaň -
Kalek -
Klášterec nad Ohří -
Kovářská -
Kryštofovy Hamry -
Křimov -
Libědice -
Loučná pod Klínovcem -
Málkov -
Mašťov -
Měděnec -
Místo -
Nezabylice -
Okounov -
Otvice -
Perštejn -
Pesvice -
Pětipsy -
Račetice -
Radonice -
Rokle -
Spořice -
Strupčice -
Údlice -
Vejprty -
Veliká Ves -
Vilémov -
Vrskmaň -
Všehrdy -
Všestudy -
Výsluní -
Vysoká Pec